# 可成寺
可成寺（かじょうじ）は、岐阜県可児市兼山にある臨済宗妙心寺派の寺院。山号は大龍山。森氏の菩提寺として知られる。寺紋は、森氏の家紋である鶴の丸。

## 歴史
元亀2年（1571年）9月、美濃金山城主で、森氏当主の森可成が近江の宇佐山城の戦いで討死したため、嫡子の森長可が、元亀3年（1571年）、父の菩提寺として開基し、可児郡久々利村の長保寺の栄巌を開山に招いて、美濃金山城の東にある寺ヶ峰に創建した。
天正12年（1584年）、長可が小牧・長久手の戦いで討死すると、墓が寺内に建立された。
慶長5年（1600年）、森忠政が信濃の川中島藩の藩主となり移封した際に現在地に移転した。
慶長8年(1603年)、忠政は美作の津山藩に移封となった。津山藩に移転後に森家との関係が途絶えたが、
延宝5年(1677年)8月18日、可成寺の五世の昌慶首座が、美作の津山城へ赴き、津山藩三代藩主の森長成に御目見した。
天和3年(1683年)4月9日、津山藩三代藩主の森長成によって長可の百回忌法要が、可成寺で営まれた。
元禄10年（1697年）、津山藩主の森家が改易となり、分家が三日月藩と西江原藩を立藩した。また親族である関長治が美作宮川藩より移り新見藩を立藩した。
宝永3年（1706年）1月28日、西江原藩の森家が播磨の赤穂藩に移封された。
可成寺の本堂・庫裏・山門などの建造物は、三日月藩主の森家と赤穂藩主の森家によって寄進されたものである。
その後、森可成・長可の百五十回忌、二百回忌、二百五十回忌法要は、三日月藩主の森家、赤穂藩主の森家、新見藩主の関家によって営まれ、
明治2年(1869年)9月19日、長可の三百回忌法要が営まれたが、廃藩置県後に各家との関係は絶えた。
大正8年(1919年)4月9日、兼山町史談会によって、長可の三百五十回忌が営まれ、
昭和45年(1970年)5月、森長可公四百年忌法要が営まれた。

## 建物
- 本堂:建坪36坪
- 庫裏:64坪
- 鐘堂:2坪
- 山門:間口7尺、奥行9尺、木造瓦葺

## 境内
寺は道よりも一段高く、河原石を三つ並べて通路としてある。山門までの間に大きな播隆の名号碑があり、山門脇の上之段念仏講の石仏の脇にある小型の播隆名号碑には子供中と刻まれている。
明和3年(1766年)、兼山の俳人であった素陽房川口古牛が建てた松尾芭蕉の句碑もある。
高塀に沿って三十三観音の石仏、宝篋印塔や地蔵尊が通路の脇に安置されている。
本堂裏の山に墓地があり、その東端に森可成と森長可の廟がある。河原石を縦に並べて境界とし、その内に河原石が敷き詰められて二基の五輪塔がある。
可成の五輪塔の地輪には、「可成寺殿月心浄翁大居士」と戒名が刻まれている。
本能寺の変で織田信長と伴に討死した森蘭丸、森坊丸、森力丸の三兄弟の供養塔が、かつて岐阜県八百津町錦津に所在していたが、
昭和42年（1967年）、森可成の五輪塔の右側に移された。

## 寺宝
- 木造皆金色坐像一躯厨子入の地蔵菩薩像(森忠政の母の妙向尼の寄贈)
- 岐阜県の文化財に指定されている森長可が使用した脛当
- 可児市の文化財に指定されている森長可の画像一幅
- 森長可が愛用していた琴形硯
- その他、森家の廟所参詣に関する文書・宗門送り一札・森家との往復文書等多数